# Социал-демократическая рабочая партия Нидерландов
Социал-демократическая рабочая партия (СДРП; нидерл. Sociaal-Democratische Arbeiderspartij, SDAP) — крупнейшая нидерландская социалистическая политическая партия начала XX века, предшественница современной социал-демократической Партии труда.

## История

### 1893—1894: Учреждение
СДРП была основана членами Социал-демократического союза в результате конфликта между её анархистским и реформистским крыльями. На партийной конференции союза 1893 года в Гронингене большинство проголосовало за отказ от участия в выборах, чтобы парламентаризм и электорализм не отвлекали актив партии от борьбы за социалистическую революцию. Меньшинство во главе с Питером Йеллесом Трульстрой противостояло этому курсу, заданному большинством во главе с Фердинандом Домелой Ньивенхёйсом, а затем покинули СДС, вскоре преобразованный в Союз социалистов.
Основание новой партии было встречено в социалистическом движении с недоверием, ведь Трульстра со сторонниками (группой, полуиронично известной как «двенадцать апостолов», все из которых происходили из провинций Фрислан и Гронинген или из крупных городов Амстердама и Роттердама, и были не из пролетарской среды, но из образованных средних слоёв или буржуазных профессий) рассматривалась как буржуазная сила, разрушившая его единство. Более радикальные социалисты насмешливо расшифровывали аббревиатуру новой партии SDAP не как «рабочая партия», но как «партия школьных директоров (Schoolmeesters), пасторов (Dominees) и адвокатов (Advocaten)».
Новая партия была учреждена в Зволле 26 августа 1894 года. Её программа партии не просто основывалась на Эрфуртской программе Социал-демократической партии Германии (СДПГ), но была её буквальным переводом. Обе партии декларировали неизбежную революцию, которая положит конец угнетению и неравенству, а парламентскую работу рассматривали только как средство улучшения положения трудящихся и подготовки революции. При этом реальная практика как СДПГ, так и СДРП существенно расходилась с программой.

### 1894—1904: Малая партия
Поначалу СДРП действительно стремилась вести как парламентскую, так и внепарламентскую деятельность, боролась за всеобщее избирательное право и социальное законодательство, против военных и колониальной эксплуатации. При этом в свои первые годы СДРП была небольшой партией, опиравшейся на финансовую и организационную помощь от немецких социал-демократов, а также на образцы других успешных сил, входящих во Второй интернационал, в 1894 году признавший СДРП рабочей партией.
В 1900 году партийный лидер Трульстра посетил Берлин, где получил финансирование, которое помогло партии основать свою собственную ежедневную газету под названием «Het Volk, Dagblad voor de Arbeiderspartij» («Народ») — выходящая с 1895 года газета «Sociaaldemokraat» постоянно боролась с финансовыми трудностями. В том же 1900 году остатки Социал-демократического союза (5 отделений), который был переименован в Союз социалистов, влились в СДРП .
В 1896 году, когда к СДРП присоединилась группа марксистов во главе с Франком ван дер Гусом, в ней состояло немногим более 1 тысяч членов, а за влияние среди рабочих приходилось бороться с массовыми организациями, построенными по конфессиональному признаку (протестантскими и католическими). В том же году первой женщиной в рядах не только социал-демократов, но и всех политических партий Нидерландов вообще, стала Корнели Гюйгенс, известная как «Красная Леди». С другой стороны, в этот период партия привлекала ведущих радикальных интеллектуалов страны, в том числе писателей и поэтов Германа Гортера, Генриетту Ролан-Холст и Германа Хейерманса.
В 1897 году партия завоевала первые два места в нижней палате Генеральных штатов — Палате представителей. В парламенте СДРП поддержала социальное законодательство кабинета либерального большинства, возглавляемого Николасом Пирсоном. На выборах 1901 года СДРП утроила свои показатели до шести депутатских мандатов. Либеральное правительство, которое поддерживали парламентские социал-демократы, потеряло большинство, уступив христианско-демократическому, состоящему из протестантской Антиреволюционной партии и Всеобщего католического союза.

### 1903—1909: Стачечная борьба, триумф реформистов и откол левого крыла
В начале 1900-х годов по настоянию Трульстры и его соратников (Г. ван Кол, Я. Оудехест, В. Флиген и т. д.), занимавших в международном социалистическом движении крайне правую позицию, программа СДРП была пересмотрена (вплоть до идеи «социалистической колониальной политики»), что отобразилось и на реакции партии на подъём стачечного движения.
В январе-апреле 1903 года состоялась крупная стачка грузчиков-портовиков; забастовки солидарности охватили и другие сектора, включая железнодорожников. Работодатели отреагировали массовыми увольнениями забастовщиков. Однако годы подавления социалистического движения и профсоюзов обернулись масштабным восстанием. Бастующие требовали трудоустройства уволенных забастовщиков, выплаты заработной платы за дни забастовки и признания профсоюзов. Директора железнодорожных компаний в смятении приняли требования, однако кабинет министров во главе с Кайпером намеревался подавить забастовку, наложив на её участников суровое наказание. Первоначально СДРП поддерживала забастовку, однако под влиянием антирабочих репрессий правительства умеренные члены партии во главе с Трульстрой предали бастующих.
Одновременно забастовка положила конец сотрудничеству социалистических профсоюзов с конфессиональными христианскими союзами и довольно сильными в рабочем движении страны анархистами. СДРП (которая изначально была открыта для коллективного членства других социалистических организаций, включая профсоюзы, однако затем влила их в свои структуры) воспользовалась ситуацией, создав в 1905—1906 году Нидерландское объединение профсоюзов под началом социал-демократа Генри Полака.
Поведение партии во время забастовки, как и в кампании против антирабочих законопроектов в 1904—1907 годах, привело к обострению полемики между ортодоксальными марксистами и умеренными ревизионистами в партии — первоначально в пользу первых. Ещё в 1903 году Трульстра потерял контроль над партийным изданием, в 1904 году конференция Интернационала в Амстердаме осудила ревизионизм, и вскоре большинство в правлении партии получили его противники.
Однако накануне выборов 1905 года ревизионисты одержали решающую победу. Партия решила поддержать либеральных кандидатов, выступавших за всеобщее избирательное право, увеличила представительство на одно место (до семи) и оказала поддержку либеральному правительству меньшинства во главе с Де Местером.
В итоге, партийный съезд в своей официальной резолюции запретил критику с использованием ярлыков «оппортунистов» и «ревизионистов», и ортодоксальные марксисты были вытеснены из руководства: Питер Лодевик Так подал в отставку с поста председателя и утратил контроль над партийной прессой.
В октябре 1907 года группа революционных марксистов вокруг Давида Вейнкоопа основала журнал De Tribune, критиковавший руководство СДРП как ревизионистское. В ответ верхушка партии в начале 1909 года исключила «трибунистов» из партийных рядов, и те 14 марта того же года учредили более радикальную Социал-демократическую партию (СДП), в 1918 году преобразованную в Коммунистическую партию Голландии. Это был один из первых расколов такого типа в европейском рабочем движении (наряду с большевиками и меньшевиками в РСДРП и тесняками и широкими в БРСДП). В 1911 из СДРП вышла ещё одна группа во главе с Роланд-Холст, затем основавшая в 1915 году Революционно-социалистичнеский союз, в мае 1916 года также присоединившийся к СДП.

### 1909—1913: Борьба за всеобщее избирательное право
На выборах 1909 года СДРП сохранила свои семь мест, но их либеральные союзники потеряли много мест конфессиональным партиям. В этих условиях, учитывая, что в парламенте они мало на что могли повлиять, социал-демократы сосредоточились на внепарламентском движении за всеобщее избирательное право, как для мужчин, так и для женщин. В это время на партию стало влиять и женское движение, в СДРП была создана женская секция под названием Samen Sterk («Вместе сильнее»), создававшая профсоюзы для работниц, к неудовольствию буржуазных кругов
Первоначальная стратегия партии заключалась в организации массовых забастовок, но её профобъединение опасалось репрессий со стороны работодателей, и СДРП обратилась к форме петиции. В ходе массовой демонстрации в Гааге петиция была представлена в парламент во время празднования «Дня принца» (из-за чего королева Вильгельмина решила не посещать церемонию) — это событие стало известно как «Красный вторник» (Roode Dinsdag).
Лейденский съезд 1912 году принял новую программу партии, отразившую ревизионистскую эволюцию СДРП. При этом в 1913—1914 годах СДРП стала массовой партией, насчитывая 25,6 тысяч человек (в начале её пути в 1894 было только 400 членов) и 18 депутатов парламента.
Став серьёзной силой в парламенте, социал-демократы получили от либералов приглашение участвовать в правительстве, предоставив трех министров; однако СДРП, даже реформист Трульстра, отказались от участия в кабинете министров. Вместо нестабильного правительства меньшинства был сформирован внепарламентский кабинет, состоявший из либеральных и беспартийных министров, согласный на реализацию таких требований социалистов, как всеобщее избирательное право, государственная пенсия и восьмичасовой рабочий день.
Однако после муниципальных выборов 1913 года СДРП решилась на формирование местных правительств в Зандаме и Амстердаме с либералами.

### 1914—1918: Мировая война и несостоявшаяся революция
После начала Первой мировой войны партия поддержала политику «гражданского мира» и вооружённого нейтралитета Нидерландов, голосуя за военные кредиты. Эту поддержку приветствовали лидеры других партий, но не множество членов СДРП. В придачу ко всему, во время войны союзники блокировали голландские порты, что, в свою очередь, привело к огромному дефициту продовольствия: в крупных городах начались голодные бунты, а социал-демократическое руководство поддержало действия правительства против этих беспорядков, что вызвало ярость многих рядовых членов.
С другой стороны, опираясь на растущее рабочее движение, социал-демократы добились введения всеобщего избирательного права — но только для мужчин с 23-летнего возраста. Либеральный кабинет подготовил соответствующую конституционную реформу, однако для её реализации было необходимо парламентское большинство в две трети, что предусматривало необходимость завоевать голоса христианских партий, согласившихся только при условии, чтоконфессионально-церковным школам будет предоставлено финансирование, равные государственным школам, и что избирательное право не будет распространяться на женщин.
Для социал-демократов особенно болезненным было второе требование. 17 сентября 1916 года партия организовала массовый митинг с 40 тысяч демонстрантов с требованием избирательных прав для женщин. Впрочем, в конце концов пришлось отложить этот вопрос до 1919 года, когда левый либерал Генри Маршант инициировал закон о введении избирательного права для женщин (первые выборы с настоящим всеобщим голосованием состоялись в 1922 году).
В 1918 году были проведены первые всеобщие выборы с всеобщим избирательным правом для мужчин и пропорциональным представительством. СДРП (на тот момент насчитывавшая 38 тысяч членов) получила на выборах около 300 тыс. голосов и завоевала в нижней палате парламента 22 из 100 мест, одно из которых заняла Сюзе Груневег — первая женщина, избранная в голландский парламент. 4 места получили другие левые партии, в том числе коммунисты, христианские социалисты и анархо-синдикалисты из Соцпартии; однако конфессионально-религиозные партии получили большинство.
Когда в 1918 году в Германии вспыхнула Ноябрьская революция, подъём рабочего движения в «Красную неделю» 11-17 ноября воодушевил многих социал-демократов, включая даже реформистского лидера СДРП Трульстру, посчитавших, что Нидерланды также готовы к революции. В своей речи в парламенте он потребовал отставки правительства, однако не был поддержан коллегами и значительной частью населения. Инцидент вошёл в историю как «ошибка Трульстры», руководство СДРП встало на сторону властей в подавлении антиправительственных выступлений, а партия окончательно перешла на реформистские позиции, сместив акцент с построения социалистического общества и тем более с революции на улучшение положения рабочего класса. Трульстра еле переизбрался на партийном съезде 1919 года.
СДРП победила на муниципальных выборах 1919 года, и во многих городах были сформированы поддерживаемые социалистами муниципальные органы власти.

### 1919—1939: Межвоенный период
В период с 1919 по 1939 год СДРП получала всё больше мест, но оставалось вне правительства из-за нежелания конфессиональных партий сотрудничать с ней. Между тем, окончательный поворот к реформизму приводил к выходу из партии вновь образовавшихся левых элементов. Так, марксистское крыло во главе с Жаком де Кадтом покинуло партию, чтобы в 1932—1933 году сформировать Независимую социалистическую партию. Однако после неудачного слияния с троцкистской Революционной социалистической партией многие из 3 тысяч ушедших левых социал-демократов вернулись в СДРП.
После прихода Гитлера к власти в Германии СДРП отказалась от пацифизма, сняла требование национального разоружения в 1934 году и вновь, как и в Первую мировую, голосовала за военные кредиты. Партия смягчила и свои республиканские антимонархические взгляды (например, отправив телеграмму с поздравлениями королеве Вильгельмине в 1938 году после того, как ее дочь, принцесса Юлиана, родила принцессу Беатрикс).
Движение партии к умеренности было внезапно прервано инцидентами вокруг мятежа на крейсере De Zeven Provinciën. Во время мятежа политическое руководство СДРП объявило, что, хотя и не поддерживает его, но может понять мотивы мятежных матросов. Из-за этого инцидента правительство временно запретило военнослужащим быть членами социал-демократической партии.
Во время «Великой депрессии» партия предложила несколько планов экономических реформ. В 1935 году СДРП выступила с так называемым «Планом труда» (Plan van de Arbeid), предусматривавшим увеличение занятости, национализацию жизненно важной промышленности и внедрение системы пособий по безработице. Хотя по существу он представлял собой программу реформирования и спасения капитализма, конфессионально-либеральное правительство отвергло эти предложения как социалистические. Однако после 1936 года оно было вынуждено изменить свой курс, девальвировав гульден и позволив государственному долгу расти в целях увеличения занятости.

### 1939—1946: Вторая мировая война и создание Партии труда
Накануне Второй мировой войны СДРП (около 90 тысяч членов) на парламентских выборах получала 22-23 % (более 800 тысяч) голосов избирателей. В августе 1939 года, на заре войны, двое видных членов СДРП впервые вошли в правительство национальной коалиции. После того, как Нидерланды были оккупированы нацистской Германией в 1940 году, это правительство стало голландским правительством в изгнании в Лондоне. Сначала СДРП были представлены два министра (Йохан Виллем Албарда и Ян ван де Темпел), а в 1944 году к ним присоединился Яп Бюргер. Социал-демократы покинули это правительство национального единства в 1945 году.
В самой захваченной Голландии СДРП фактически самоликвидировалась ещё до формального запрета оккупационными силами в июле 1941 года. В годы оккупации и эмиграции части лидеров партии многие нидерландские социал-демократы участвовали в Движении Сопротивления и преследовались нацистскими властями. Оставшиеся на родине видные члены СДРП, как её председатель Кос Ворринк и возглавляющий её парламентскую фракцию Виллем Дрес, были взяты немецкими оккупантами в заложники и отправлены в концлагеря.
После освобождения страны от нацизма в мае 1945 года в Нидерландах широко распространялось мнение, что политическая система должна быть коренным образом изменена. Это называлось Doorbraak («прорыв»). В этом контексте СДРП (менее половины прежнего её состава), объединилась с леволиберальной Свободомыслящей демократической лигой и христианско-социалистическим Христианско-демократическим союзом, чтобы сформировать новую Партию труда. Партия основывалась на идее, что социал-демократы, социал-либералы и христианские демократы, вместе боровшиеся против немецкой оккупации во время войны, должны образовать единую партию, вместо того, чтобы бороться друг с другом. К ним также присоединились некоторые члены протестантского Христианско-исторического союза и Антиреволюционной партии, а также католического движения Сопротивления «Христофор» (Christofor).

## Идеология
На момент своего основания в 1897 году, SDAP была ревизионистской социалистической партией, которая стремилась к социалистической революции, выступая за национализацию средств производства и построение систему социального обеспечения, а также за всеобщее избирательное право. Со временем партия стала более умеренной. К 1939 году это уже была реформистская демократическая социалистическая партия, которая собиралась улучшить положение нидерландских рабочих через парламент.
Основные проблемы (5K) против которых выступала партия:
- Капитал (нидерл. Kapitaal): партия выступала против господства капитала и хотела создать социалистическое общество.
- Церковь (нидерл. Kerk): партия выступала против контроля церкви над общества.
- Король (нидерл. Koning): партия выступала против монархии и хотела превратить Нидерланды в республику.
- Казармы (нидерл. Kazerne): партия выступала против милитаризма и национализма, собраясь распустить нидерландскую армию. После возникновения нацистской Германии SDAP начала агитировать за создание народной армии.
- Пабы (нидерл. Kroeg): партия считала алкоголизм одним из величайших врагов рабочего класса.

## Участие в выборах
В нижеприведённых таблицах показаны результаты Социал-демократической рабочей партии на выборах в Первую и Вторую палаты Генеральных штатов.
| Год  | Лидер списка           | Место | Голоса  | %     | Место | Мандаты   | +/–   | Правительство |
| ---- | ---------------------- | ----- | ------- | ----- | ----- | --------- | ----- | ------------- |
| 1897 | Питер Йеллес Трульстра | 7-е   | 12 312  | 2,98  | 7-е   | 2 из 100  | Новая | Поддержка     |
| 1901 | Питер Йеллес Трульстра | 4-е   | 36 981  | 9,51  | 7-е   | 6 из 100  | ▲4    | В оппозиции   |
| 1905 | Питер Йеллес Трульстра | 4-е   | 65 561  | 11,24 | 7-е   | 6 из 100  | ▬     | Поддержка     |
| 1909 | Питер Йеллес Трульстра | 3-е   | 82 855  | 13,90 | 6-е   | 7 из 100  | ▲1    | В оппозиции   |
| 1913 | Питер Йеллес Трульстра | 2-е   | 142 273 | 18,51 | 3-е   | 16 из 100 | ▲9    | Поддержка     |
| 1917 | Питер Йеллес Трульстра | н/д   | н/д     | н/д   | 3-е   | 15 из 100 | ▼1    | Поддержка     |
| 1918 | Питер Йеллес Трульстра | 2-е   | 294 495 | 21,95 | 2-е   | 22 из 100 | ▲6    | В оппозиции   |
| 1922 | Питер Йеллес Трульстра | 2-е   | 567 769 | 19,38 | 2-е   | 20 из 100 | ▼2    | В оппозиции   |
| 1925 | Питер Йеллес Трульстра | 2-е   | 706 689 | 22,90 | 2-е   | 24 из 100 | ▲4    | В оппозиции   |
| 1929 | Виллем Йохан Албарда   | 2-е   | 804 714 | 23,81 | 2-е   | 24 из 100 | ▬     | В оппозиции   |
| 1933 | Виллем Йохан Албарда   | 2-е   | 798 632 | 21,46 | 2-е   | 22 из 100 | ▼2    | В оппозиции   |
| 1937 | Виллем Йохан Албарда   | 2-е   | 902 661 | 21,95 | 2-е   | 23 из 100 | ▲1    | В оппозиции   |

| Год  | Место | Мандаты  | +/– |
| ---- | ----- | -------- | --- |
| 1913 | 6-е   | 1 из 50  | ▲1  |
| 1916 | 6-е   | 2 из 50  | ▲1  |
| 1917 | 6-е   | 2 из 50  | ▬   |
| 1919 | 5-е   | 4 из 50  | ▲2  |
| 1922 | 5-е   | 3 из 50  | ▼1  |
| 1923 | 2-е   | 11 из 50 | ▲8  |
| 1926 | 2-е   | 11 из 50 | ▬   |
| 1929 | 2-е   | 11 из 50 | ▬   |
| 1932 | 2-е   | 11 из 50 | ▬   |
| 1935 | 2-е   | 7 из 50  | ▬   |
| 1937 | 2-е   | 12 из 50 | ▲1  |

### Провинциальные и муниципальные выборы
Помимо национального парламента члены SDAP также избирались членами провинциальных штатов и муниципальных советов. С 1913 года социал-демократы участвовала в муниципальном управлении Амстердама. Несколько известных политиков SDAP, таких как Виллем Дрес (премьер-министр Нидерландов с 1948 по 1958 год), начали свою карьеру именно на муниципальном уровне, инициировав программы занятости и жилья. Эта традиция получила название «Wethouderssocialisme» («социализм олдермена») и имела очень важное значение для авторитета послевоенной Партии труда, ставшей преемницей SDAP.
В 1919 году в SDAP входило 1162 члена муниципальных советов и 72 члена городской исполнительной власти.
На провинциальных выборах 1927 года в провинциальные штаты было избрано 117 членов SDAP. Наиболее удачно парти выступила в городских Северной и Южной Голландии (было избрано по 21 депутату), а также на протестантском и сельском Севере, особенно в Гронингене и Фрисландии (по 14 депутатов). На католическом и преимущественно сельском Юге, в Лимбурге и Северном Брабанте SDAP показала значительно худшие результаты (всего по 4 депутата). В 1931 года партия была второй на провинциальных выборах, набрав 748 889 голосов (22,24 %), и уступив только Римско-католической государственной партии. На провинциальных выборах 1935 года за SDAP проголосовали 782 451 избиратель (21,09 %), а в 1939 — 881 320 человек (21,34 %).

## Электорат
Первые 20 лет, с 1897 по 1918 год, SDAP получала поддержку в основном со стороны образованных рабочих и молодых представителей интеллигенции (юристов, учителей, викариев и инженеров). После до введения всеобщего избирательного права партия получила мощную поддержку со стороны рабочего класса, действительно став рабочей. Традиционно социал-демократов поддерживали атеисты и протестанты-латитудинарии.
Партия исторически получала сильную поддержку в крупных городов, таких как Амстердам и Роттердам, в северных протестантских провинциях Гронинген, Фрисландия и Дренте, а также в промышленном регионе Твенте.